# Berekum East Municipal District
Der Berekum Municipal District ist ein Distrikt im Zentrum Ghanas in der Bono Region. Er grenzt an die – alle in der Bono Region gelegenen – Distrikte Jaman North, Tain, Sunyani West, Dormaa East, Dormaa Municipal und Jaman South. Chief Exekutive über den 955 km² großen Distrikt mit ca. 83.661 Einwohnern ist Kwabena Kyere Yeboa mit dem Sitz in der Distrikthauptstadt Berekum.
Bis 1989 war der Berekum District Teil des erheblich größeren Berekum-Jaman-District, der per Präsidialdekret in die Distrikte Jaman District (der seinerseits wiederum im Jahr 2003 geteilt wurde) und Berekum District unterteilt.

## Geographie
Über den gesamten Distrikt verteilt wächst halbgrüner Feuchtwald mit einigen für die Exportwirtschaft wichtigen Harthölzern wie Odum-Baum, Wawa und Kyenkyen.
Der Berekum District wird durch zahlreiche Flüsse wie den Amomaso, Awasu, Kyimina und Kora entwässert.

## Wahlkreise
Im Distrikt Berekum wurde ein gleichnamiger Wahlkreis eingerichtet. Im Wahlkreis errang Nkrabeah Effah-Dartey  für die New Patriotic Party (NPP) bei den Parlamentswahlen 2004 den Sitz im ghanaischen Parlament. 

## Wichtige Ortschaften
| - Berekum - Jinijini - Senase - Kato - Koraso - Fetentaa - Mpatasie | - Biadan - Jamdede - Botokrom - Nsapor - Kutre No. 1 - Ayimom - Domfete | - Namasua - Akroforo - Adom - Abisaase - Benkasem Kuture No. 2 |